# Thảm họa tàu ngầm hạt nhân Kursk

Một poster phim về tai nạn tàu ngầm Kursk

Thảm họa tàu ngầm hạt nhân Kursk (Kursk submarine disaster) là vụ tai nạn kinh hoàng thảm khốc diễn ra đối với tàu ngầm Kursk (K-141) một tàu ngầm hạt nhân mang tên lửa hành trình lớp Oscar-II của Hải quân Nga đã chìm tại Biển Barents vào ngày 12 tháng 8 năm 2000 làm toàn bộ 118 thành viên thủy thủ đoàn thiệt mạng. Vụ tai nạn thảm khốc khiến thành tựu cao nhất của công nghệ tàu ngầm hạt nhân Liên Xô chìm xuống đáy biển. Tai nạn tàu ngầm Kursk trở thành một trong những tai nạn thảm khốc nhất và mất mát lớn nhất trong lịch sử Hải quân nước Nga. Vụ việc cũng thúc đẩy Hải quân Nga cải tổ và nâng cấp hệ thống đảm bảo an toàn trên các tàu ngầm của nước này. Theo các thông tin chính thức, thảm họa xảy ra do một vụ nổ ngư lôi trên tàu nhưng vẫn có rất nhiều giả thuyết khác nhau về tai nạn của chiếc tàu ngầm hạt nhân Kursk đã được đưa ra, bao gồm cả việc tiết lộ rúng động của chính người trong cuộc cho biết vụ việc này là do va chạm với tàu ngầm NATO trên Biển Barents.

## Diễn biến

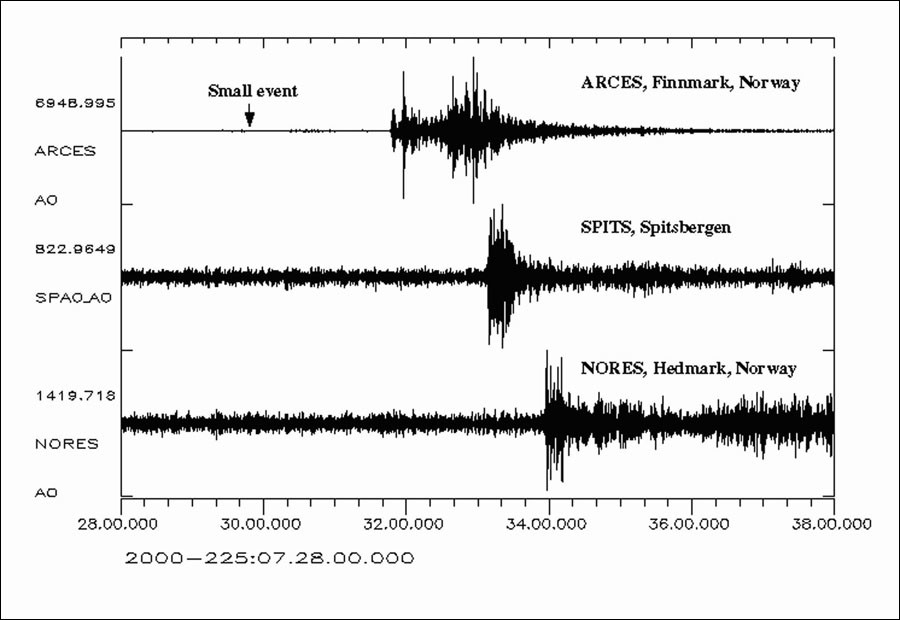
Những tín hiệu ghi lại từ con tàu hạt nhân Kursk

Trong ngày đầu tiên của cuộc tập trận, Kursk đã phóng thành công tên lửa P-700 Granit lắp đầu đạn giả. Sáng ngày 12 tháng 8 năm 2000, Kursk có lịch phóng 2 quả ngư lôi giả (không mang đầu đạn) vào tàu tuần dương Peter Đại đế. Vào lúc 11h28 giờ địa phương, các máy đo địa chấn ghi nhận hai vụ nổ dưới nước trên biển Barents xảy ra cách nhau 134 giây và Hải quân Nga mất liên lạc với tàu Kursk từ đó. Ngày 12 tháng 8 năm 2000 lúc 11:28 giờ địa phương (07:28 UTC), có một vụ nổ trong khi đang chuẩn bị phóng ngư lôi. Sau vụ nổ, chiếc tàu ngâm Kursk đã từ từ chìm sâu xuống đáy biển Barents, bất chấp hàng loạt biện pháp cứu giúp được tiến hành nhanh chóng, người Nga đã không thể làm gì hơn, toàn bộ 118 thủy thủ và sĩ quan đã hy sinh. Sau 2 vụ nổ, các thủy thủ trên K-141 đã tập trung vào khu vực mà họ cho là an toàn nhất. Thật không may cho phi hành đoàn của Kursk, họ dường như không được đào tạo cũng như không có kinh nghiệm để sử dụng những vũ khí đó.
Thuyền trưởng của tàu, Đại úy Dmitri Kolesnikov, dường như đã cố gắng viết tên những người sống sót. Họ cũng dùng nhiều cách để thoát ra ngoài, nhưng mọi nỗ lực đều thất bại vì áp suất nước quá lớn: Tàu đã chìm xuống độ sâu 108m. Có một điều đó là những thủy thủ trên chiếc tàu ngầm xấu số đã hoàn thành nhiệm vụ tới giây phút cuối cùng, còn người Nga thì luôn nhớ đến họ như những anh hùng của Tổ quốc. Kết quả phân tích cho thấy Khoang chứa lò phản ứng hạt nhân và khoang vũ khí, có thể bao gồm một số tên lửa hạt nhân, đã không bị hư hại, và người ta tin rằng, trong tình huống nguy kịch, các thủy thủ trên tàu đã dũng cảm dập tắt đám cháy vô hiệu hóa được lò phản ứng hạt nhân, chặn đứng tai họa thảm khốc quy mô. trong đó có tiết lộ của người trong cuộc về vụ chìm tàu Kursk là hậu quả sau va chạm với một tàu ngầm NATO.
Báo cáo đáng tin cậy cho đến nay cho rằng nó bị gây ra do sai sót và vụ nổ của một trong những ngư lôi dùng hydro peroxide trên tàu Kursk. Mọi người tin rằng HTP, một hình thức hydro peroxide rất cô đặc được dùng làm chất đẩy cho thủy lôi, đã thấm qua chỗ rỉ trong vỏ ngư lôi. Một vụ việc tương tự đã làm mất chiếc HMS Sidon năm 1955. Vụ nổ hoá chất với sức mạnh tương đương 100-250 kg TNT và tạo ra chấn động 2.2 trên thang Richter. Chiếc tàu ngầm chìm xuống độ sâu 108 mét (354 ft), khoảng 135 km (85 dặm) từSeveromorsk, tại 69°40′B 37°35′Đ / 69,667°B 37,583°Đ. Một vụ nổ thứ hai 135 giây sau vụ nổ đầu tiên ở mức 3.5 tới 4.4 độ Richter, tương đương với 3-7 tấn TNT. Một trong những vụ nổ đó đã thổi bay những mảnh vỡ lớn xuyên qua tàu ngầm. Báo cáo của Hải quân Nga cho rằng High-test peroxide (HTP), một dạng hydrogen peroxide đậm đặc được sử dụng làm chất đẩy cho ngư lôi, đã thấm qua một mối hàn bị lỗi. Hóa chất này khi gặp xúc tác sẽ nở ra với hệ số 5000, phản ứng oxy hóa tạo ra áp suất mạnh làm vỡ thùng nhiên liệu chứa dầu hỏa và gây ra vụ nổ thứ hai của các ngư lôi trong khoang hai phút sau đó. Tàu ngầm K-18 Karelia gần đó đã ghi nhận vụ nổ, nhưng thuyền trưởng lại cho rằng đó là một phần của cuộc tập trận. Trên tàu tuần dương Peter Đại đế, thủy thủ đoàn đã phát hiện tín hiệu thủy âm đặc trưng của một vụ nổ dưới nước và cảm thấy thân tàu rung lên. Tuy nhiên báo cáo của họ với hạm đội Biển Bắc đã không được chú ý.

## Nhận định
Theo kết luận của Ủy ban điều tra của chính phủ Nga, con tàu bị đắm do một vụ nổ xảy ra khi nó chuẩn bị phóng thủy lôi vào một mục tiêu giả định. Mặc dù vậy vẫn còn nhiều giả thuyết về nguyên nhân thực sự đằng sau thảm kịch này. Thậm chí mới hồi tháng trước, trả lời phỏng vấn hãng tin Sputnik, Đô đốc Vyacheslav Popov, cựu chỉ huy Hạm đội phương Bắc của Nga giai đoạn 1999-2001 nói rằng vụ đắm tàu ngầm hạt nhân Kursk là kết quả của một vụ va chạm với một tàu ngầm NATO. Đầu năm 2001, một tập đoàn Hà Lan được chính phủ Nga ký hợp đồng trục vớt tàu Kursk, không bao gồm phần mũi. Họ cắt rời hẳn mũi tàu khỏi phần thân trước khi nâng lên, đưa về cảng Severomorsk và đặt vào ụ nổi để phân tích. Năm 2002, người Nga thu hồi một số mảnh vỡ ngư lôi và ống phóng, trước khi cho phá hủy hoàn toàn mũi tàu bằng thuốc nổ. Có rất nhiều giả thuyết khác nhau về tai nạn của chiếc tàu ngầm hạt nhân Kursk đã được đưa ra, nhiều người cho rằng thảm họa xảy ra do có lỗi trong phần thiết kế hay Nga đã vi phạm những quy định bảo dưỡng vũ khí, nhưng cũng có có tiết lộ của người trong cuộc về vụ chìm tàu Kursk là hậu quả sau va chạm với một tàu ngầm NATO.
Có giả thuyết thì cho rằng, tàu ngầm Kursk bị một tàu ngầm của Mỹ đang hoạt động trên biển Barents bắn nhầm và hai bên đã thương thảo để ém chặt vụ việc nhằm tránh một cuộc xung đột quân sự có thể đẩy cả thế giới vào cảnh đen tối. Trong khi đó, theo kết luận cuối cùng của Ủy ban Điều tra của Chính phủ Nga, nguyên nhân của vụ chìm tàu là do một vụ nổ xảy ra trong khi tàu đang chuẩn bị phóng thủy lôi vào một mục tiêu giả định khi tập trận. Truyền thông Nga cũng như truyền thông nước ngoài xác định tàu ngầm USS Memphis, USS Toledo (của Mỹ) và HMS Splendid (của Anh) có mặt gần khu vực tập trận khi đó. Bộ Quốc phòng Nga đã đề nghị Lầu Năm Góc kiểm tra tàu Memphis và tàu Toledo, nhưng đã bị Mỹ bác bỏ, với lý do tất cả các tàu ngầm này đều đang làm nhiệm vụ và Nga nhận được câu trả lời tương tự từ phía Anh. Trả lời phỏng vấn hãng tin RIA Novosti, cựu đô đốc Vyacheslav Popov nói tàu ngầm của NATO đã vô tình va phải tàu ngầm Kursk khi theo sát tàu ngầm Nga ở khoảng cách gần. Ông Popov là chỉ huy của Hạm đội phương Bắc Nga khi tàu ngầm Kursk gặp nạn và chìm khi đang hoạt động ở biển Barents. Ông Popov từng bị lên án vì phản ứng chậm chạp trong thảm họa tàu ngầm Kursk khi còn là chỉ huy Hạm đội phương Bắc và bị tổng thống cách chức ngay sau đó.

## Xử lý

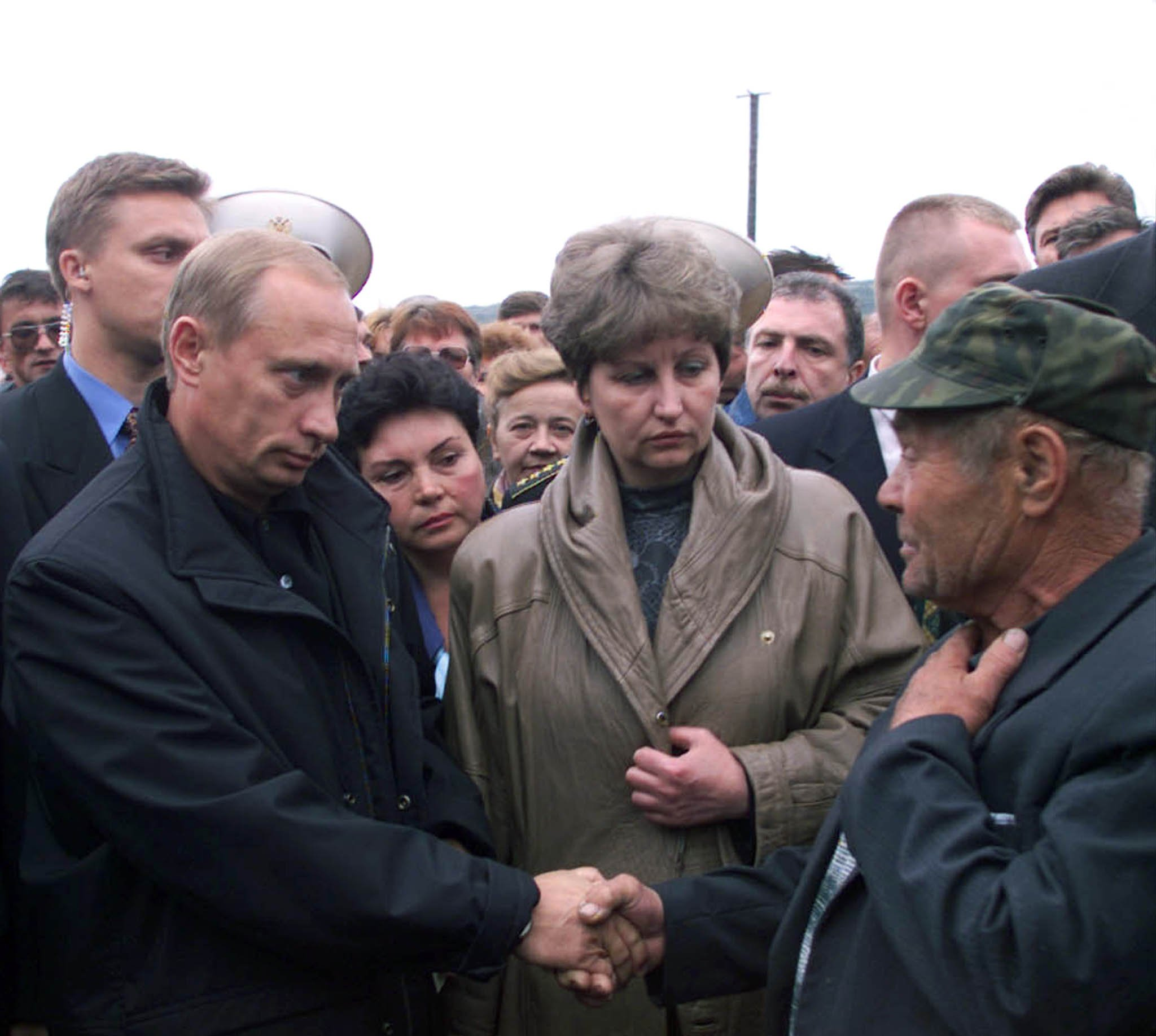
Tổng thống Vladimir Putin đang thăm hỏi, nắm tình hình

Việc quân đội Nga chần chừ ứng phó và khước từ sự hỗ trợ của nước ngoài khiến sự cố tàu ngầm Kursk chìm thêm nghiêm trọng. Theo truyền thông phương Tây thì trong khi thảm kịch tàu ngầm Kursk diễn ra ở vùng Biển Bắc, Tổng thống Nga Vladimir Putin, dù đã được thông báo ngay lập tức, đã đợi năm ngày trước khi ngắt quãng kỳ nghỉ tại nhà nghỉ của tổng thống ở Sochi trên bờ Biển Đen và lên tiếng về vụ việc gây mất mặt Hạm đội Biển Bắc này, một năm sau ông đã nói: "Tôi có lẽ đã phải quay lại Moscow sớm hơn, nhưng không điều gì khác sẽ xảy ra. Ở Sochi và Moscow tôi đều nhận được lượng thông tin như nhau, nhưng từ một quan điểm khác tôi đáng ra đã phải thể hiện một số sự nóng ruột để quay trở về." Một sắc lệnh do Tổng thống Vladimir Putin ký đã truy tặng tất cả thủy thủ đoàn Huân chương Dũng cảm, và danh hiệu Anh hùng Liên bang Nga được trao cho thuyền trưởng tàu Kursk Gennady Lyachin. Ở cảng Murmansk, phía Bắc Nga có một đài tưởng niệm, trên đó đặt Cabin điều khiển Kursk vốn được thu hồi nguyên vẹn. Các tượng đài khác được dựng ở thành phố Severodvinsk, Moscow, Sevastopol, Nizhny Novgorod và Severomorsk. Thành phố Kursk, nơi đặt tên cho con tàu, đã dựng một đài tưởng niệm làm từ các mảnh vỡ được trục vớt.